# ポエム・サンフォニック（100台のメトロノームのための）
100台のメトロノームのためのポエム・サンフォニック（Poème Symphonique for 100 metronomes）は、ハンガリーの作曲家、リゲティ・ジェルジュがフルクサス運動に一時的に関与していた1962年に作曲した楽曲。メトロノームのみで演奏される。

## 概要
スコアでは、以下に述べる操作方法が指定されている。この作品には2人の「演奏者」が必要であるが、実際には聴衆の存在しない場での作業となる。100台のメトロノームの演奏台の上に設置した後、全てのメトロノームをバラバラの速度に設定し、可能な限り同時にメトロノームを最大振幅で開始させる。この時点で演奏者は演奏台から去る。代わりに聴衆は入場が認められ、全てのメトロノームがグシャグシャと鳴っている様相を聴取する。弱まったメトロノームが次々に停止を始めると、打音の周期性は次第に明確になり、それぞれメトロノームの音が認識可能になる。通常、最後に一つだけ残ったメトロノームが数回音を鳴らして停止し、演奏が終了する。
可能な限り全ての等拍パルスを聞くというコンセプトは、後の作品「室内協奏曲」などにも確実に影響を与えている。作曲当時は「パルス」でリズムを構成する思考であったために、このような作品の創造を可能にした。これが後に「テンポ」でリズムを構成するコンロン・ナンカロウ的なアイデアに発展する。
この作品はしばしば、米国のミニマリズム作曲家スティーヴ・ライヒに代表される進行性音楽や、同じく米国の実験作曲家ジョン・ケージの作品に代表される「慣習的な音に無関心な音楽」などと比較される。
リゲティは「ポエム・サンフォニック」以降、この手の実験を繰り返すことは無かったが、その後のリゲティの器楽曲の特徴である「ゆっくりと進展する音風景」に繋がった。リゲティが好んで用いたミクロポリフォニーの片鱗が確認出来る一例である。
この作品は何度か録音された。現行のヴァージョンでは演奏に20分弱を要する。